# Ризодерма
Ризоде́рма (лат. rhizodermis, від дав.-гр. ῥίζα — «корінь» + δέρμα — «шкіра»), або епібле́ма (дав.-гр. ἐπίβλημα — «покриття») — первинна покривна тканина, що вкриває молоді кореневі закінчення. Вона містить кореневі волоски і бере активну участь у процесах всмоктування. У всисній зоні ризодерма активно чи пасивно поглинає мінеральні речовини. При активному транспорті на це витрачається енергія. Тому в клітинах ризодерми міститься велика кількість енергетичних станцій клітини — мітохондрій.